# Вальтьєрра
Вальтьєрра (ісп. Valtierra) — муніципалітет в Іспанії, у складі автономної спільноти Наварра. Населення — 2569 осіб (2009).
Муніципалітет розташований на відстані близько 320 км на північний схід від Мадрида, 2 км на південний схід від Памплони.

## Демографія
Динаміка населення (INE ):

## Галерея зображень

Розташування муніципалітету